# زجال الإدريسي الحسني
زجال الإدريسي الحسني كاتب وشاعر وفيلسوف مغربي ملقب بـ زجال الثورة المغربية ومؤسس حركة المجهولين المغاربة  على فيسبوك. والرابطة العالمية للكتاب والأدباء والشعراء والزجالين الأحرار  على فيسبوك.، ظهرت أشعاره ومقالاته مع أولى شرارات الثورات التي شهدتها الدول العربية، وأصدر عدة قصائد زجلية وعربية في خدمة الثورة المغربية، انتشرت فيديوهاته بكثافة على صفحات الفيسبوك واليوتيوب ، والعديد من المدونات والمواقع الإخبارية، تميزت أشعاره بالصدق والقوة والكلمة الحرة كما تميزت مقالاته وتعليقاته بالعمق الفلسفي والفكر المتحرر التغييري.

له عدة كتب ومقالات رأي على عدة جرائد وصفحات إلكترنية وأجريت معه عدة حوارات على مواقع معروفة كموقع هسبريس ومسار برس وصفحة المجهولين المغاربة ومغاربة المهجر وتقشاب سياسي أصدر عدة كتب منها كتاب «المحاورات» وكتاب «إنسان المرحلة المقبلة» و «مقدمات في فكر التغيير»
مجهولون يحاولون قهر الفساد والاستبداد عبر «النضال» الفايسبوكي
شهادة جمعية شباب المهجر نسخة محفوظة 5 نوفمبر 2016 على موقع واي باك مشين.
مسار بريس

## مؤلفاته
- إنسان المرحلة المقبلة 2009.
- مقدمات في فكر التغيير 2010.
- ديوان الثورة 2011.
- مبدأ الإنصاف في مقاربة الحقيقة 2011.
- المحاورات 2011.
- علم الفلك الحديث 2012.
- قادة الفكر الفلسفي 2013.
- الوصايا 2021.

## بعض قصائده العربية من ديوان الثورة
- لن يغازل شعري ليلى بعد اليوم
- في إعلامنا الرسمي
- سهرت ليلة لأكتب قصيدة
- تحية للثورة السورية
- صدى إنسان
- عيناك
- أيها العابرون بين صفحات الشعوب
- لا تركعوا بعد اليوم باسمنا
- سيرة الجبناء والشجعان
- صرخة الحرية
- مع حائط القمامة
- لم الخوف
- على شاطئ الحرية
- نصيحة لكل أنصار النظام الظالم
- لوحة أنت أيها الإنسان
- حوار مع محمود درويش
- يا أشباه الرجال على صفحات الرجال
- ستصوت رغما عن أنف جد أبيك
- يا رياح الشوق نوحي حنينا

## بعض قصائده الزجلية
- اسمع صوت الشعب
- سوق الرجال
- دخلت عليك بنسام لعمر
- الحر كمال العماري ونجاس لعبيد
- بغيت نسولك وطالب جواب
- نوستالجيا اولاد الشعب
- بلادي تشكي
- بيدك تضرب على ظهرك
- رسالة لكل الطير حر
- فضيحة زجال الثورة المغربية
- نهار عشرين خرجو لحرار
- هاذي حقوقك ماشي حلامك
- يا هل لبلاد المغصوبة

والعديد من المقالات التعليقات السياسية والأشعار العربية والزجلية بالدارجة المغربية...

## شهادة جمعية شباب المهجرنسخة محفوظة5 نوفمبر 2016 على موقعواي باك مشين.
"كل منا يحب أن يسمي نفسه إسما جميلا يتوق أن يحقق طموحه فيه، فهذا سمى نفسه ثائرا والآخر مناضلا والآخر عروبيا...الخ.. لكن ليس من السهل أن تكون إسما على مسمى ٬ اللهم إلا إذا شهد لك الآخرون بذلك. ومن هذا الموقع نقدم بمعية مجموعة من المناضلين والنشطاء الفيسبوكيين شهادة فخر للتاريخ، مفادها أن "زجال الثورة المغربية" هو اسم على مسمى.. رجل من معدن خاص حر ونفيس، قدم التضيات الجسام ل حركة 20 فبراير المجيدة ورافقها طوال أشهر نضالها بأعمال ثورية أقل ما يقال عنها أنها جميلة وعميقة ومعبرة ورائعة ومأثرة بشكل كبير.../...
لقد سبق لموقعنا أن نشر لزجال الثورة المغربية العديد من الأعمال المميزة المسجلة على اشرطة فيديو وضعناها في باب «مرئيات» لمن اراد العودة إليها لتذوق عمل هذا الفنان الكبير الذي سخر عمله لوجه الله خدمة لقضايا وطنه وشعبه رافعا راية الحرية خفاقة فوق رؤوس المناظلين الشرفاء...
هذه شهادة في رجل أحببناه حبا جما في الله رغم أننا ما رأيناه ولا عرفناه إلا عبر صفحات الفيسبوك الجميلة، لكن شيء كالكيمياء مر بيننا فتخللنا كما يتخلل العطر الماء فيملأ الدنيا حبا وعبيرا وشعرا وموسيقى... هكذا توطدت علاقتنا الغريبة الدافئة مع «زجال الثورة»، فعشنا معه أحلى وأجمل أيام النضال التي لا تنسى، وستظل محفورة في ذاكرتنا حتى ينام القمر...
سافرنا جميعا معه على نغمات الكرامة وايقاع العدل ونشيد الحرية، وسمعنا كلامه العطر وكتاباته النفيسة.. نعم، لقد صدق من قال أن جمال المرأة وجهها وجمال الرجل لسانه... لكن ما في زجال الثورة من ملكات يفوق جمال اللسان إلى جمال الكلمة وجمال الموسيقى وجمال الخلق وذماثة الأدب والتأدب مع الله وعباده.. ناهيك عما تميز به من رقة المشاعر ونبل الأحاسيس التي تساعده على صبر غور مشاكل الشباب والمجتمع ببساطة وتواضع فيحولها من أحزان ومآسي إلى أناشيد تشدو بها الطيور والأطفال في الصباح...
لقد أعطى زجال الثورة العطاء الكثير.. والكثير للحراك المغربي، بإبداعاته الغزيرة ونضاله الدائم الذي لا يستكين.. ولم ينتظر شكرا من أحد أو اعترافا من أية جهة، لأن عمله كان دائما مسخرا لمرضات الله إبمانا منه بأنه مجاهد مسخر لفعل ما يرضيه تعالى دون سواه.... لكننا كشهود على عظمة هذا الرجل وعزة نفسه وتواضعه الجم نرى أن من لم يشكر الناس على أعمالهم لم يشكر الله..
لذلك آن الأوان لنقول له جميعا... شكرا أيها الزجال.. شكراجميلا.. وشكرا كثيرا.. شكرا باسم المناضلين والنشطاء، باسم حركة 20 فبراير وباسم الشعب الذي تمثله.. شكرا لك، وشكرا لله الذي سخرك لتخدم ثورة المغاربة التي بدأت ارهاصاتها الأولى لكنا لم تولد بعد.. غير أن فترة الحمل قاربت على الانتهاء وحان وقت المخاض.. وقريبا..قريبا.. قريبا جدا بحول الله ستولد الثورة من رحم المعاناة وتعود أناشيدك الجميلة ترافقنا في الشوارع والميادين والساحات... وبقدر ما تحمسنا وتوقض في دمنا الخيول الجامحة، بقدر ما تلقي الرعب في قلوب قواة القمع وكلاب النظام...
عذرا على هذه الكلمة المرتجلة، فمهما حاولنا التعبير عما يخالجنا من أحاسيس تجاهك لن نوفيك حقك.. الله وحده هو من سيكافئك حق قدرك...
وإلى موعد جديد وقريب ذات صباح جميل باذن الله... صبح الثورة القادمة لا محالة بعد بدأت تتجمع في قبة السماء سحبها الحمراء إيذانا بموعد التضحية والعطاء...
جمعية شباب المهجر
باسم كل المناضلين والنشطاء الشرفاء"

## في حوار مع جريدة هسبريس
لماذا اخترت بالضبط لقب زجال ثورة؟
زجال الثورة «المغربية» وأؤكد على كلمة «مغربية» لأنني أومن بخصوصية المغرب وأومن بأن ثورة المغرب والمغاربة لن تكون بنفس الطريقة التي ثار بها الآخرون. هذا اللقب مركب من جزئين: الجزء الأول هو كلمة «زجال» وذلك لأنني اخترت النضال بالكلمة المغربية الدارجة من خلال قصائد زجلية يضاف إليها بعض القصائد العربية الفصحى وبعض المقالات الفكرية والسياسية إلا أن الطابع الزجلي يبقى حاضرا أكثر من غيره في مشاركاتي البسيطة، ثم الجزء الثاني وهو كلمة «الثورة المغربية» والتي تعني لي أمرا واضحا ومضبوطا وهو الثورة على كل أشكال الفساد والاستبداد واستغباء الشعب المغربي والنهب الممنهج لخيراته، ثورة مغربية بكل المعايير تأخذ بعين الاعتبار خصوصية المغرب والمغاربة وتتبنى منهجية «سلمية» مائة بالمائة، لا مجال للعنف فيها بأي شكل من الأشكال، ثورة فكرية واعية وشعبية مسؤولة ووقفة جدية لنصرة المستضعفين في الأرض.
هل تخاف من الاعتقال بسبب مواقفك؟
لا ينكر ذلك أحد... والواقع يؤكد ذلك... معاذ الحاقد مغني الراب ويونس بنخديم الشاعر ونور السلام قرطاشي المدون وغيرهم من الشرفاء يقبعون في السجون لا لجريمة جنائية أو اعتداء واضح بل بسبب الكلمة الحرة والكلمة وحدها. ليست مسألة خوف بقدر ما هي مسألة شكل من أشكال النضال المؤثر فكلمتك تصل بسرعة حين يحاول الناس الكشف عن هذا المجهول الذي يتكلم بكل جرأة، ومسألة الخروج من طابع التصنيف ثم إن الكل يعلم أن المخزن المغربي قادر على إحضار أي شخص متى أراد ولا أضنه يتورع عن ذلك إذا وجدا مبررا لهذا الأمر لهذا لا نخرج في شكلنا النضالي عن السلمية، لا ندعو إلى العنف أبدا أو الضرب في وحدة وطننا الحبيب، نحن فقط دعاة تغيير في التجاه صالح كل المغاربة إلى جانب كل الفضلاء في هذا البلد على اختلاف المدارس والمشارب والأيديولوجيات. ولن نخرق قانونا ولن نمارس شيئا خارجا عن إطار حريتنا فإذا كان هناك اعتقال فلن يكون إلا في إطار الاعتداء على حقوق الإنسان.
أين تعيش بالضبط؟ ما هو سنك؟ ما هو عملك؟ (ولو بشكل عام)
أعيش في ضمير كل مغربي حر... لا يهم السن أو العرق أو الاعتقاد... أنا فقط صوت بسيط للعديد من المغاربة الذين يعانون من تراكمات هذا الفساد والاستبداد... أؤكد على خصوصية اسمي لأن لي فلسفتي الخاصة في التعامل من خلاله... لست لببراليا لكننى حــر، لست شيعيا لكنني أحب أهل البيت، لست راديكاليا لكننى مسلم، مرجعيتــى إلى ديني، قدوتي جدي ونبيي محمد بن عبد الله رسول الله صلى الله عليه وسلم، لست يساريا لكننى مؤمـن بالعـدل والمسـاواة، لست يمينيا لكننى مؤمــن بالشورى والحريـــة... ديني الإسلام ولا معبود بحق إلا الله... أصلي بين عربي وأمازيغي، مغربي سني حر أرفض العصبية المذهبية والبرجماتية والإنتهازية والفوضي والأجندات الخارجية... ورسالتي في الحياة أن نعيش أحرار في جنب الله... أن نخرج العباد من عبادة العباد... أن نبشرهم بأن الخير كل الخير عند الله... وأن العدل والأمن والعيش الكريم حق لكل إنسان... ولا إكراه في الدين قد تبين الرشد من الغي... سعيي في الدنيا ونجاحي مع المؤمنين والمخلصين للوطن واليد الواحدة لا تصفق. عُلمت في صغري أن الكرم شيمة العظماء وأن الحِلم خلق العادلين وأن الرحمة مفتاح كل خير وأن التواضع في غير منقصة خلق الكبراء وأن الحرية من ريح الجنة... وسأظل كما انـا حرا ما حييت
ألا ترى أن ظاهرة الأسماء المستعارة تضرب مصداقية الشخص؟
لكل من اختاروا أسماء مستعارة فلسفة معينة في اتخاذ مثل هذا القرار... أما عن نفسي فقد اختر هذا الاسم لأخرج من قوقعة التصنيف وأتكلم بحيادية تامة ولا يتعامل معي المتلقي من خلال خلفية معينة خطها قاموس مفاهيمي معين أو حمولة تاريخية محددة لتيار معين... لا علاقة للأمر بالخوف أو غيره بقدر ما هو متعلق بنوع من الرمزية كالتي تتصف بها الشخصيات المعبرة عن واقع نعيشه، كشخصية «السي قشوب» مثلا أو «عروبي في ميريكان».

## من أقوال زجال
«إن للحقائق لذة ونعيما... تعشقها العقول الهائمة في رياض المتعة العقلية... إنها شهوة العقل حين يدمن الانتشاء بعذب الأفكار وبلسم البراهين وعشق الدلائل... حين تنتشي الأفكار بشمس الحقيقة الساطعة التي تدفع ظلال التناقضات... حين تعلو على أوهام الاحتمالات الغامضات... وتسمو فوق كل اللذات... وترفع لواء الفهم فيختفي معها كل غم ويزول بها كل هم...»
"هو العقل يا صاحبي... حارس روحك الأمين، ونورك النافذ لماهيتك كإنسان، وضوء النفس المجرد عن المادة... ورفيقك الأبدي حتى لا تحيد عن الجادة... هو البرزخ الفارق بين كل حق وباطل والجوهر المتعالي عن الذات الملاصق لها... والعمق العميق في نفسك القائم لها... 
هو دليلك إلى الإدراك والفهم... مناط التكليف...وسيد التمثيل والاستقراء والقياس والتأليف... إنه ذوقك الخفي... الذي ينظر بعين التمحيص إلى أفعال الكائنات ويميز النغم الشجي عن النشاز... في كل قول وهمس ولحن واهتزاز... إنه السمو العلي نحو تطلع الروح لحل الألغاز... والطير السابح في سماء الوجود والموجودات السائح في أرض المعجزات من غرائب وبديهيات.... إنه لجام الذات الناظم لورود النداءات وتفلتات الرغبات...والمتعالي عن كل ما يهوي به في مستنقع التناقضات المختلفات... فإن كان للروح لسان فهو الحارس السماوي لقيمك كإنسان... لا تسقط عن جهل أو خطأ في تعدد غير المعقولات فالمعقول الحقيقي واحد... حكم منطقك على الشكوك وأطلق لسانه في آفاق النظر حتى تسقط الآلهة المزعومة وتهوى الصروح الوهمية ويزهق الباطل ليبقى الحق واضحا جليا... لا تتبع عقلك هواك فيضل عن النظر.... علقه بما يسمو به عن ما قذر... لا تقيده بما ورث من معرفه عمن سواك فينحرف به غيرك عما بصر... لا تقطع وشيجته عن قلبك فينقلب علمك جهلا... ويغدو نورك ظلا... فلا تميز فيه المنظورات فيلدغك كالحية في جحر المتشابهات..."
(من نفس الحوار) خلاصة القول: إننا نريد الحرية لهذا الشعب ولأنفسنا، ونريد الكرامة، نريد أن نتعارف ونتلاقح ونتكامل ونتعايش، لا يهمني من أنت، اعرض بضاعتك كاملة وبكل حرية، ولكل الحق في ذلك وسأموت من أجل أن تأخذ حقك كاملا كما تريد، وتعرضه كما تريد، وتعبر عن رأيك وتدعو لفكرك ومنهجك بكل حرية كن مؤمنا أو غير ذلك...كن كما تشاء... فقط احترمك وتحترمني... نريد أن نعيش كما يعيش البشر.... سنتناقش وسنتوافق... لن نتطابق... لكننا لن نتنازل أبدا عن أرضية ملائمة للجميع، لن يستغل أحدنا الآخر، نريد شيئا مغربيا... مغربيا... لا نريده شرقيا ولا غربيا، ولي جا عندنا ياكل الطاجين المغربي... بكل خضره وتوابله التي يكمل بعضها بعضا... وعلى نار هادية«وهذه ثورثنا وهذا ما يدعو له زجال الثورة المغربية.»
«الشجاعة الحقيقية أن تقبل الحقائق كما هي حين تتجلى أمامك ... أن تقبل كسر أوهامك الزائفة وإن أمضيت عمرك تخدمها تقليدا... وعزاؤك الوحيد ياصاحبي أن مع كل كسر يشع نور بداخلك... ينير ذاتك التائهة ويبني إنسانك الحقيقي... ليس كما تريد وتؤمل... وإنما كما ينبغي أن يكون على الحقيقة...»
«سيعلمونك الضرب على الوتر... سيعلمونك مدح القمر... سيعلمونك رسم الصور... ولن يعلمك أحد طعم اللحن في الوتر.. ولا وشي النور على القمر... ولا جوهر الصور... ولا ذوق ما استتر... سيعلمونك الخيالات... سيأخذونك إلى وهم الحياة... ستمر كالخيال وهما يا صاحبي... مبتسما كالأحمق يسبح في ظلال الأفكار وهو لا يدري أن خلف خيال الصورِ نورا مشرق الأنوار... سأعلمك كلمات فقط... أوصافا... لن تتعلم سوى الصور ولن تعرف أبدا الجوهر...لا تدع أحدا يعلمك الحياة... لا تدع أحدا يلقمك الكلمات لتحيى بها... لاتكن صناعة أحد... لا تكن مُستهلِكا... لا تكن نمطا يراد له أن يكون... لا تقتنع بوصف... لا تبخع لكشف... كن أنت الواصف لما تجهل... كن أنت الباحث الذي عرف... كن نمطك... كن كالنبات البري حرا تحيى بما أنت عليه على الحقيقة... ابحث عن أرض تزرع فيها نفسك... أرض تناسبك... وعانق الكون بشموخ الجبال الراسيات... واغرس جذورك عميقا في أرض الحرية الشاسعة... حتى وإن كنت وحيدا... حتى وإن عشت قليلا... ستكون فريدا... ستكون كما يجب أن تكون على الحقيقة... لا كما يُراد لك أن تكون... وستحيى إلى الأبد...»
"حين تغرق في الصور الذهنية فإنك تغرق في التقليد والذاتية... حين تخاطب الآخر من خلال صورته التي يشكلها ذهنك عنه فأنت لا تخاطبه هو على الحقيقة وإنما تخاطب ظلا مشوها لا يعكس ألوان الآخر أو حقيقته كذات واعية متصلة بك... 
حين تنظر إلى البحر فأنت لا تشاهد البحر ولا تتواصل معه إنما تحجبك صورة البحر عن البحر نفسه... تحجبك أفكارك وخيالاتك التي أغرقت بها عقلك عن البحر نفسه فلا ترى في البحر إلا ما تعرفه من قبل فقط... ذلك حالك مع كل الوجود... غارق في الصور يا صاحبي... غارق في الأوهام التي راكمتها ذاكرتك لتصنع وعيك الزائف... لن تسمع شيئا ما دمت غارقا في أناك... ما دمت لا ترى في الأغيار إلا الأشباح والصور... لن تتصل يوما بالوعي الحقيقي... لن تتواصل أبدا مع الوجود على الحقيقية... وستبقى وحيدا في وهمك الحالم غارقا في وحدتك... تائها بين الصور والخيالات في عالمك النمطي المتوارث...لم تراقب يوما ما أنت ناظر إليه... لم تراقب يوما ذهنك المتفاعل مع الآخرين.... لم تقف يوما موقف الراصد الشاهد الواعي الذي يدرك الصور فيتجاوزها ليميزها عن الحقائق..."
«إن معركتكم الحقيقية مع فقهاء السلاطين والدين السلطاني التاريخي الذي دس في دينكم دينا آخر... دين التبعية للإستبداد وقهر الناس باسم الدين والسلطة... دين تراكم تاريخيا ليغطي على قيم دين محمد صلى الله عليه وسلم الحقيقية... دين قتل المعارضين باسم الردة وشرع قوانين وأحكام بلاطية ليثبت حكمه ونصر مذهبا لصالحه على مذاهب أخرى ليجمع الناس حوله وبث سمومه السياسية ليحكم سيطرته على الرقاب وفسر الآيات وأول الأحاديث وأخرج ما أراد للوجود ودفن ما أراد مما لا يخدم أجندته السياسية... معركتم الحقيقية مع هؤلاء لتستنقذوا دين محمد صلى الله عليه وسلم من دين هؤلاء المشوهين المرتزقة... معركتكم الحقيقية أن نتخرجوا للعالم دين الرحمة والتعارف والحريات والعدل ومعرفة الأجوبة عن كل الأسئلة الوجودية والرقي بهذا الإنسان اللغز... معركتم هي هذه وستجدون أنفسكم متوافقين مع من تخالفونهم إلى أبعد الحدود وأكثر مما تتصورون...»
" ثباتك على ما تراه من حق محمود ...ولكن لا تخجل من تغيير رأيك ... 
لا يغير رأيه مع كل حقيقة إلا الأحياء ... 
أما الأموات فهم على نفس الحال في كل وقت حين... 
من لا يتطور فهو إلى الجمادات أقرب... 
من لا يتطور فهو إلى الجهل يُنسب...
من لا يغير أراءه إلى حد التناقض في بعض الأحيان فهو ميت... 
ينهل من موائد غيره كل عتيق... 
ويردد كالناعق قول أسياده دون فهم أو وعي أو تحقيق... 
وينتهي به المطاف كالدود على جثث الموتى يبدأ بالتهام العفن... 
ثم ينتهي بالتهام نفسه..."
"سيبقى الحنين في مقلتيك إلى الأبد أيها الراحل... 
سيبقى الوجد في قلبك إلى الأبد أيها المسافر... 
ستبقى الوصايا تغمرك كالسيل كلما حاولت النسيان... 
ستبقى مرآة الحقيقة تكشف تفاصيل وجهك الخفية... 
وتقسم لك بكل كتاب... 
على أنك أنت المطل من خلف الحجاب..."
«وفي مملكتي... حيث وحدتي الجميلة... ونفسي المتمردة... والآخر بين جنبي... وأفكار تنازعني... وصوت الآغيار خلف الحجب يؤنسني بحٌجج أوهامه وحقائقه.... أعيش ملكا»
"اعلم يا صاحبي أنك مهما تعلمت واكتسبت من معارف فإنك لن تخرج في رحلة الاكتساب هذه عن حيز التقليد... أقصى ما يمكن أن تصله في بحثك العاقل عن الحقيقة أن تصبح مرجحا منصفا بين الآراء لتختار لنفسك رأيا أقرب إلى ما اكتسبته من معارف فتقلده كما قلدت غيره من قبل... لن تتحرر إلا حين تتسامى عن التقليد فتنتقل من مُكتسب للمعارف إلى مُبدع شاهد على عقل... حين توقظ في نفسك الإدراك الواعي الناظر من خلف حجاب الأفكار... حينها فقط يمكنك أن تكون أنت أنت كما أنت... 
أن تكون نفسَك الحقيقية... أن تكون خياراتك لك...وتحيزاتك منك... 
وترجيحاتك زيادة واعية منك في قوة الراجح لا تقليدا لما رجُح...
عندها يمكنك أن تقول... هذا رأيي... من وجهة نظري... يظهر لي... 
أما الآن... فلا تتكلم بما ورثته من معارف وتنسبه إلى نفسك من مشارف فإنما تزيد ظلمة جهلك حِلكة... وتختفي كينونتك خلف سديم الحقيقة الموهومة... 
تدعي امتلاك ذات نقدية وما أنت إلا شاة مرعية..."
" في ذوقك العالي وفكرك وأشواقك وأخلاقك أيها الإنسان المتسائل يكمن جوهرك... 
في حريتك وشخصيتك المتفردة يعيش إنسانك... 
ارتقي في حس الجمال وأذواقه... 
تسامى في معرفة الجلال وأفهامه... 
عش فردانيتك وسط الفردانيات... 
ابعث للآخرين من ذوق سرك جهرا... 
تقاسم جمال فعلك المحمود مع كل موجود... 
تجد بعضك في كل الوجود... 
تجد كلك فيك أيها الافق الممدود...
تجد إنسانك المفقود....
إذا أردت أن تحققك إنسانيتك الفاعلة وتحس بقيمتك المتفاعلة فإياك أن تُسَلم بما لم تقتنع به اقتناعا يشفي غليلك الفكري والمعرفي والقلبي.... 
إياك أن تتبنى المواقف الانفعالية والأفكار المنقولة دون نقد أو تمحيص... 
لا تردد أفكار غيرك أو تتبنى مواقفه... 
لا تقتل ضميرك ووعيك الناقد... 
لا تقتل كينونتك كإنسان حر... وعقل حر... وفاعل حر... 
وإن نعتوك بالجنون...
وإن نعتوك بالغباء...
وإن نعتوك بالشذوذ عن السائد... 
كن حرا... كن حرا... كن حر...
وإلا فعلى إنسانك السلام..."
«إجري نحو المستقبل... حتى وإن كنت حائرا... جتى وإن كنت تائها... حتى وإن عشت الشتات... حتى وإن فقدت الثبات... حتى وإن خفت الممات... حتى وإن بحت الأصوات... وضاقت الأقوات.... فأنت حين تقتحم المستقبل المجهول... تحس على الأقل أنك على قيد الحياة...»
جمعية شباب المهجر
موقع هسبريس
1. ↑  شباب المهجر نسخة محفوظة 05 نوفمبر 2016 على موقع واي باك مشين.
2. ↑  هسبريس نسخة محفوظة 13 يونيو 2017 على موقع واي باك مشين.
3. ↑  هسبريس
4. ↑  مغاربة المهجر
5. ↑  جريدة مسار بريس
6. ↑  كتاب المحاورات
7. ↑  كتاب التأملات
8. ↑  الرابطة العالمية للكتاب والأدباء والشعراء والزجالين الأحرار